# Comunitat de comunes de la Roche-aux-Fées
La Comunitat de comunes de la Roche-aux-Fées (en bretó Kumuniezh kumunioù Bro Maen ar Boudiged) és una estructura intercomunal francesa, situada al departament de l'Ille i Vilaine a la regió Bretanya, al País de Vitré. Té una extensió de 492,78 kilòmetres quadrats i una població de 28.707 habitants (2006).

## Composició
Agrupa 18 comunes :
1. Amanlis
2. Arbrissel
3. Bais
4. Boistrudan
5. Brie
6. Chelun
7. Coësmes
8. Eancé
9. Essé
10. Forges-la-Forêt
11. Janzé
12. Marcillé-Robert
13. Martigné-Ferchaud
14. Rannée
15. Retiers
16. Sainte-Colombe
17. Le Theil-de-Bretagne
18. Thourie